# Ophel

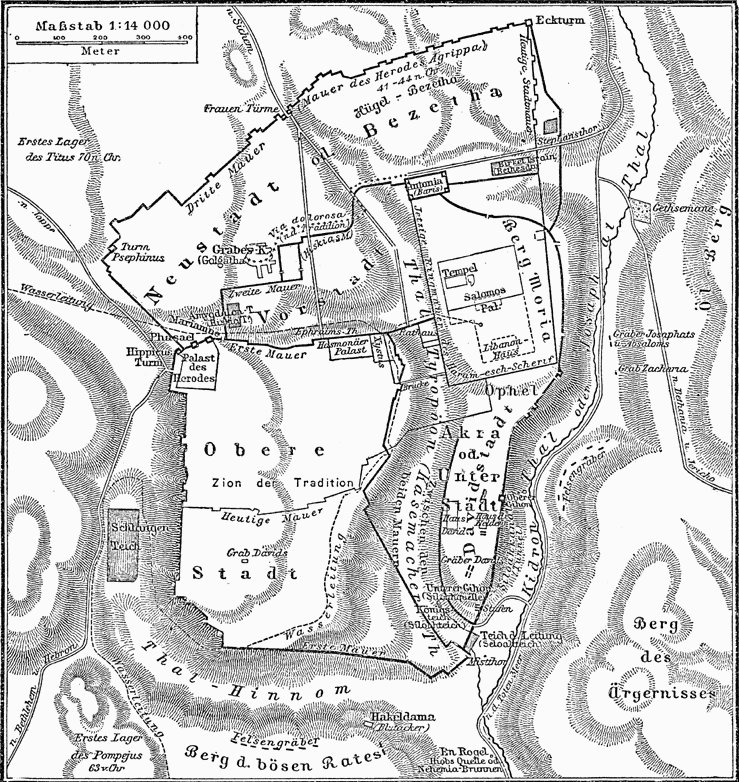
Der Ophel südlich der Tempelmauer auf einer historischen Karte von 1888

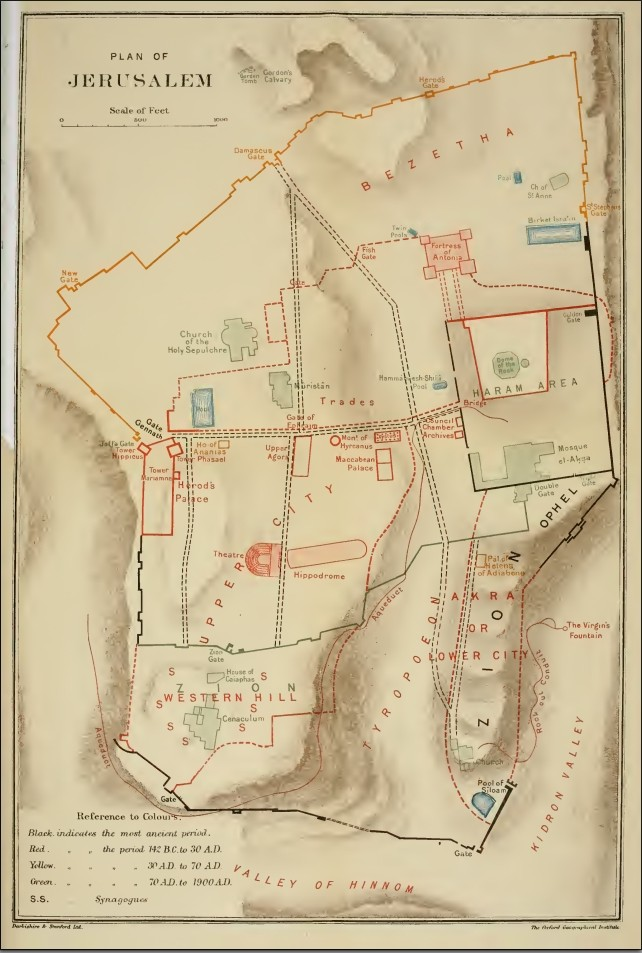
Historische Karte von 1903 mit dem Ophel

Ophel (hebräisch עופל) oder Ophlas bedeutet „befestigte Anhöhe“ oder „ansteigender Bereich“. Er ist der biblische Begriff für einen erhöht liegenden Teil einer Siedlung oder Stadt.
In der Bibel wird Ophel auf zwei Siedlungen bezogen:
- der Bereich südlich der Jerusalemer Tempelmauer des Tempelberges
- Samaria, die alte Hauptstadt des Königreichs Israel[2]

Der Begriff kann als Äquivalent zu dem griechischen Begriff Akropolis angesehen werden.

## Der Ophel in Jerusalem
Von der heutigen Südmauer des Jerusalemer Tempelberges aus verläuft ein schmaler Höhenrücken nach Süden bis zum Teich von Siloah. Der nördliche Teil dieses Höhenrückens im Judäischen Bergland ist der Jerusalemer Ophel, der südliche Teil die Davidsstadt.
Der Ophel wurde bereits in der Kupfersteinzeit (ca. 3500 v. Chr.) besiedelt, was Scherbenfunde und Hausfundamente aus dem frühen dritten Jahrtausend v. Chr. belegen. In diese Zeit fällt vermutlich die Gründung der Stadt Jebus.
Die Bezeichnung Ophel wird zum ersten Mal im 2. Buch der Chronik erwähnt, wo es heißt, dass Jotham (742–735) viel „an der Mauer des Ophel“ baute.
Später baute Manasse (708–642) „eine Mauer, die den Ophel umschloss, und machte sie sehr hoch“.
Nach der Eroberung durch die babylonische Armee von Nebukadnezar II. im Jahre 587 v. Chr. wurden die Stadtmauern geschleift.
Im Buch Nehemia wird berichtet, dass auf dem Ophel nach der Rückkehr aus dem Babylonischen Exil (597–539) die Tempeldiener lebten, die bei der Instandsetzung der zerstörten Stadtmauer mitwirkten.